# Lenore
Lenore, the cute little dead girl —en español: Lenore, la hermosa niña muerta— es una serie de historietas de humor negro, creadas por Roman Dirge, con el personaje ficticio de Lenore —inspirada en el poema Lenore de Edgar Allan Poe—, como eje principal. 
Lenore aparece en varios comic books de Dirge, aparte de tener su propia serie de cómics publicados por Slave Labor Graphics y una serie de 26 episodios animados hechos en flash por Sony's ScreenBlast. En julio de 2009 empezó una nueva serie en color —la Lenore Volume II—, publicados por Titan Books. Los números anteriores —issues— se realizaron en versión rústica dividida en tres libros, la llamada Lenore Volumen I, también coloreada. Cuatro años más tarde, el 31 de julio de 2013, apareció en el mercado editorial el Lenore Volumen II número 8, como punto de inicio del comienzo de una trama que continuaría 6 números más, hasta el cómic 14.

## Cómic
El cómic cuenta las aventuras de Lenore y sus igualmente, si no más, extraños amigos. La historia transcurre en un pequeño pueblo llamado Nevermore —que toma su nombre de otro de los trabajos de Poe, El cuervo— y sus alrededores, donde se encuentra la mansión victoriana de Lenore y un cementerio local.
Se caracteriza por su humor negro, muchas de las historias terminan con un final retorcido. Temas comunes son la reinvención de las canciones, juegos y rimas infantiles a algo más macabro, y convertir todo tipo de iconos de la cultura pop y cultura en general en temas de la comedia negra. En una historia, por ejemplo, Lenore accidentalmente mata al conejo de Pascua. Si bien las acciones de Lenore a menudo resultan en muerte o lesiones para aquellos de su alrededor, y en diferentes formas de caos, no es un personaje malicioso y a menudo piensa que actúa bien. 
Por otra parte, en los cómics existen también ciertas historias cómicas no relacionadas con Lenore y protagonizadas por diversos personajes. También está presente una sección de 'historietas de invitados', hechas por amigos de Dirge, siendo Jhonen Vasquez el más frecuente. Al final, se encuentra una sección llamada «Things involving me» (cosas que me conciernen, o me suceden), unos relatos cómicos y más o menos autobiográficos de cosas que le suceden a su creador, Roman Dirge.

## Episodios animados
La fama de Lenore: The cute little dead girl aumentó considerablemente al realizarse una serie para televisión por cable de 26 episodios animados cortos transmitidos a altas horas de la noche, en los intervalos de programación. 
Todos los episodios comenzaban con unas líneas del poema Lenore de Edgar Allan Poe: «A Dirge for her the doubly dead in that she died so young» —'Un canto fúnebre para ella, la doblemente muerta que murió tan joven'—. Coincide además que la palabra "Dirge" es también el apellido de su creador original.
La serie fue producida por Adelaide Productions y creada por la empresa Screenblast de Sony. Dirge dirigió y animó la serie, y en algunos capítulos contó con la participación ocasional y recíproca de sus amigos, como Johnen Vásquez, creador de Invasor Zim, serie en la cual a la vez Dirge también colaboró. Los capítulos originales, en inglés, se encuentran en internet en formato Macromedia Flash, liberados en principio por el propio Dirge en su sitio web, aunque posteriormente fueron restringidos de nuevo a petición de Sony Screenblast. Estos episodios fueron los impulsores de su difusión en el mundo internauta. La serie en América Latina fue transmitida por el antiguo FoxKids[cita requerida] (ahora Disney XD) con un doblaje casi idéntico al idioma original.

## Película
Hubo planes para una película de Lenore por Sony. Se escribió el guion pero Dirge no lo aprobó y el contrato expiró.
Desde su panel en el Convención Internacional de Cómics de San Diego, en 2011, Dirge anunció que Neil Gaiman había acordado ser productor ejecutivo de una adaptación cinematográfica de Lenore en formato de animación generada por computadora (CGI).

## Lenore por Titan Books
Los issues del número 1 al 13 fueron publicados por Slave Labor Graphics; luego Dirge cambió de editorial. A partir del issue 14 en adelante fueron publicados por Titan Books.
Lenore Volume I, es una "colección" de los cómics 1 al 13, y está presentada en forma de novela gráfica, divida en tres partes (Noogies, Cooties, Wedgies), cada una con versiones en color de dichas ediciones.
Lenore Volume II, anteriormente conocida como Lenore n.º 14, continúa la serie. Empieza con el regreso del empresario de pompas fúnebres, convertido en un cyborg, que hace 100 años embalsamó a Lenore.

## Personajes

### Lenore
Lenore es una niña no-muerta de 10 años que vive en una tenebrosa mansión con sus otros escalofriantes amigos. En vida, enfermó gravemente de neumonía (en el cómic número 14 se revela más sobre su misterioso origen) y sus padres decidieron embalsamarla. Sin embargo, ella sigue viva e incluso es consciente de su estado de «muerta-viva». 
Su personaje ha pasado de ser malicioso en los primeros cómics, lastimando gente por venganza, a un personaje oscuro pero inocente que mata gente por "accidente", por el hecho de que generalmente desconoce su entorno y por el hecho de que está muerta. Lenore dice que ama a los animales (especialmente a los gatos), aunque constantemente mata a sus mascotas.

### Ragamuffin
Del inglés Ragg-et-muffin, rage-moffin, ragomoffin, significa: malhumorado, iracundo, enfadado, en otra acepción también significa desaliñado. Es por ello que el personaje anda habitualmente malhumorado, con colores mal combinados e, incluso cuando era vampiro, en el primer capítulo se le ve con la ropa desaliñada.
Ragamuffin a primera vista parece un muñeco extraño, con gusanos como cabello y relleno de poliéster, pero tiene una interesante historia y personalidad. Era un vampiro inmortal de 400 años (señalado en el cómic 13) que se alimentaba de la carne de los vivos. Una noche atacó a una joven mujer y se la comió, pero desafortunadamente, era la hermana de una poderosa bruja. La bruja lo maldijo, convirtiéndolo en un muñeco. Una gota de sangre de Lenore hizo que eventualmente recuperara la consciencia, pero como la sangre de Lenore fue mezclada con fluido de embalsamiento, la maldición fue rota solo parcialmente: Ragamuffin nunca dejará de ser un muñeco. Desde entonces, vive con Lenore en su vieja mansión y tiene el dudoso placer de ser su paciente cuidador en la mayoría de sus aventuras.
Es un poco inseguro de algunas de las locas ideas de Lenore y es ocasionalmente la voz de la razón en el cómic. Sin embargo, como se muestra en cómics posteriores, Ragamuffin le es muy fiel, a menudo ayudándola en sus planes en los episodios animados. Muchas veces se enfurece por el ingenuo comportamiento de Lenore, pero sigue con ella hasta el final. Un ejemplo está en el issue 13, cuando Lenore le dice que es su niño pequeño (o "bebé", como lo llama) y, después de muchas protestas, se rinde y deja que le ponga un biberón en la boca.
Ragamuffin es protector con Lenore y, en el issue 12, cuando es convertido otra vez en vampiro, permanece a su lado e intenta defenderla de los zombis nazis que ascienden del infierno. En el mismo issue, Ragamuffin amenaza y golpea al Sr. Gosh cuando molesta a Lenore, y hace que se coma sus propios fréjoles. Se preocupa cuando Lenore enferma, la lleva a un doctor y queda realmente desbastado cuando ella muere por segunda vez en «Lenore's last (Part 2)». Estas acciones implican el hecho de que él se ve como una figura paternal, o al menos como su tutor o protector. Esta suposición es validada, en la edición 13, por la carta de Pooty Applewater en la que se refiere al "enano Puff-Puff, que se hace llamar Ragamuffin" como protector de Lenore. En la edición 9, cuando Lenore se enamora brevemente del señor Gosh y manda lejos a Ragamuffin, el parece herido y le dice que tiene sentimientos.

### Mr Gosh
El señor Gosh parece ser un títere de calcetín del tamaño de un humano con botones como ojos, pero es una persona muerta con una bolsa en su cabeza. Está loco y obsesivamente enamorado de Lenore. Incluso cuando ha sido asesinado en varias ocasiones por ella (envenenado, prendido en fuego, golpeado con una pala, apuñalado en la cabeza seis veces), regresa de la tumba; a menudo diciendo que la perdona por matarlo, pues supone que siempre lo hace por "accidente". También es impopular entre algunos de los amigos de Lenore, especialmente Ragamuffin.

### Taxidermy
Taxidermy es un hombre con la cabeza de un ciervo embalsamado, amigo de Lenore. Dice que su extraña apariencia es una 'condición médica'. Se distingue por ser especialmente educado cuando habla y emplea un sofisticado lenguaje.
Tiene una pequeña mascota llamada Malakai y lidera una horda de animales disecados que aparece ocasionalmente para ayudar a Lenore y sus amigos contra sus enemigos.

### Muffin Monster
El Muffin Monster tuvo su primera aparición en la edición 5 en la fiesta de té de Lenore. No se sabe mucho de él a excepción de que le gustan los muffins, que parecen provocarle gases.

### Kitty
A menudo Lenore lleva consigo un gatito muerto llamado Kitty. El gatito no estaba muerto cuando Lenore lo obtuvo, pero accidentalmente mata a todos los gatos que cuida. Incluso es recriminada por el espíritu del "gatito 12" sobre su cruel comportamiento con los animales; ella lo justifica diciendo que eran malos.

### Pooty Applewater
Mencionado en una ocasión bajo el apodo de 'Dark Minion of the 9th layer of hell' (Esbirro oscuro del noveno círculo del infierno), Pooty hizo su primera aparición en el cómic 9 como un cazarrecompensas enviado para devolver a Lenore al inframundo. Ella lo convenció para dejarle quedarse y se convirtió en uno de sus amigos, desarrollando un papel importante (o más o menos) en las batallas que siguieron. Tiene un pequeño y extraño cubo de agua como cabeza y lleva un tridente.

### Zombis nazis
Son versiones zombi de soldados nazis muertos que ascienden del inframundo. Su misión una vez en la Tierra es capturar a Lenore, sin embargo, se ven enfrentados y obstaculizados por Ragamuffin, temporalmente revertido a su estado original de vampiro, quien además cuenta con la ayuda de los extraños vecinos de Lenore, incluyendo a Taxidermy. Esta trama transcurre entre los cómics 9 y 12.

### Wicket Willowbean
Wicket fue introducido en el cómic 13 y dice ser el primo de Pooty. A pesar de revelarse así mismo como un horrible monstruo del infierno, luego muestra su verdadera forma (supuestamente más terrorífica), la cual es básicamente Pooty con casco.

### Ouchie Boo-Boo
Hace su aparición en el cómic 10. Ouchie Boo-Boo es enviada a capturar a Pooty y Lenore para llevarlos al inframundo; hábil oponente, para intentar conseguirlo se disfraza de 'hermana de Lenore'. Sin embargo, Pooty la mata en el cómic 11.